# البنك الوطني البولندي
البنك الوطني البولندي (Narodowy Bank Polski NBP ) هو البنك المركزي لبولندا. يتحكم البنك الوطني في إصدار عملة بولندا، الزلوتي. يقع المقر الرئيسي للبنك في وارسو، وله فروع في 16 مدينة بولندية رئيسية. يمثل دولة بولندا في النظام الأوروبي للبنوك المركزية، وهي منظمة تابعة للاتحاد الأوروبي.

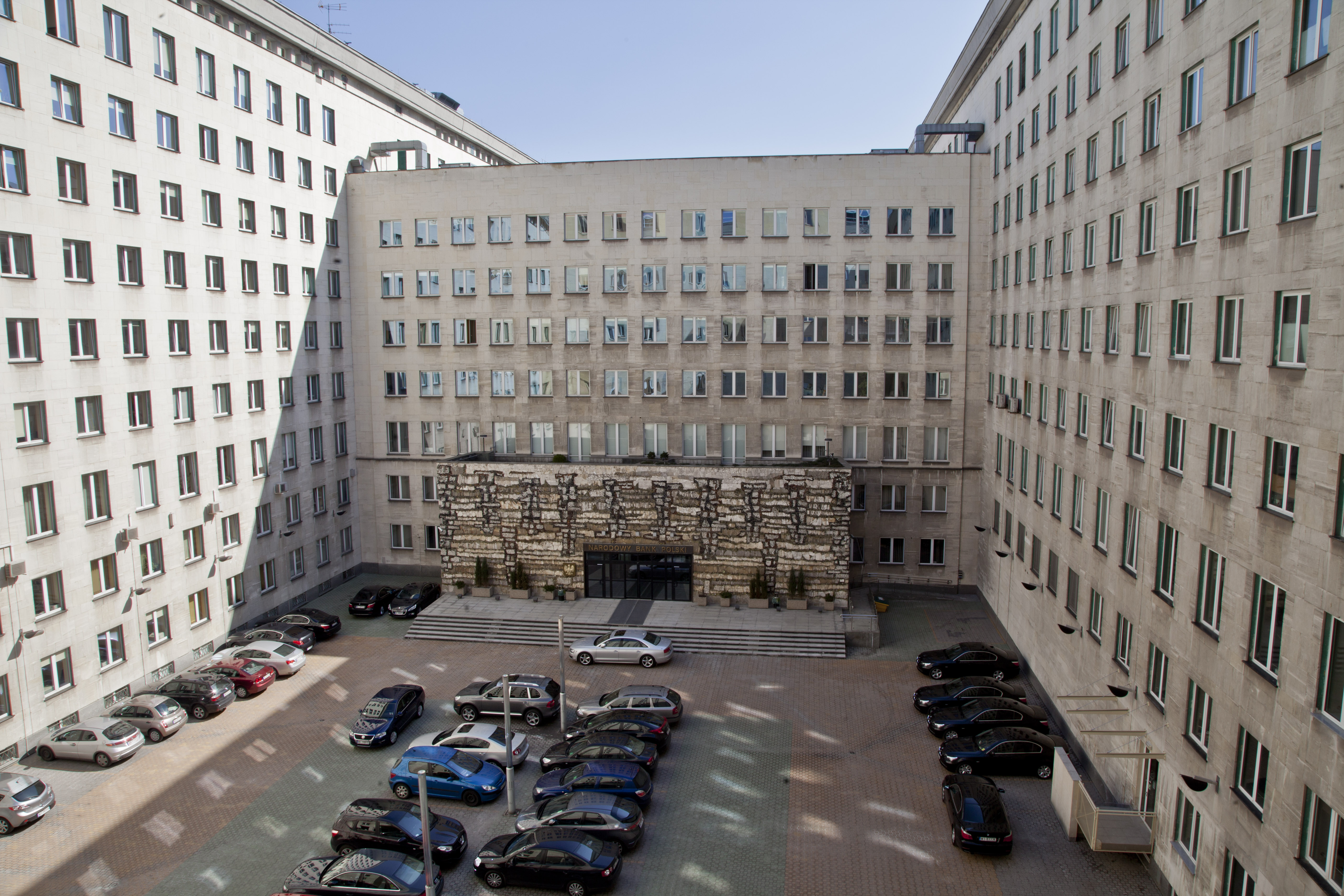
البنك الوطني في وارسو

## البنايات

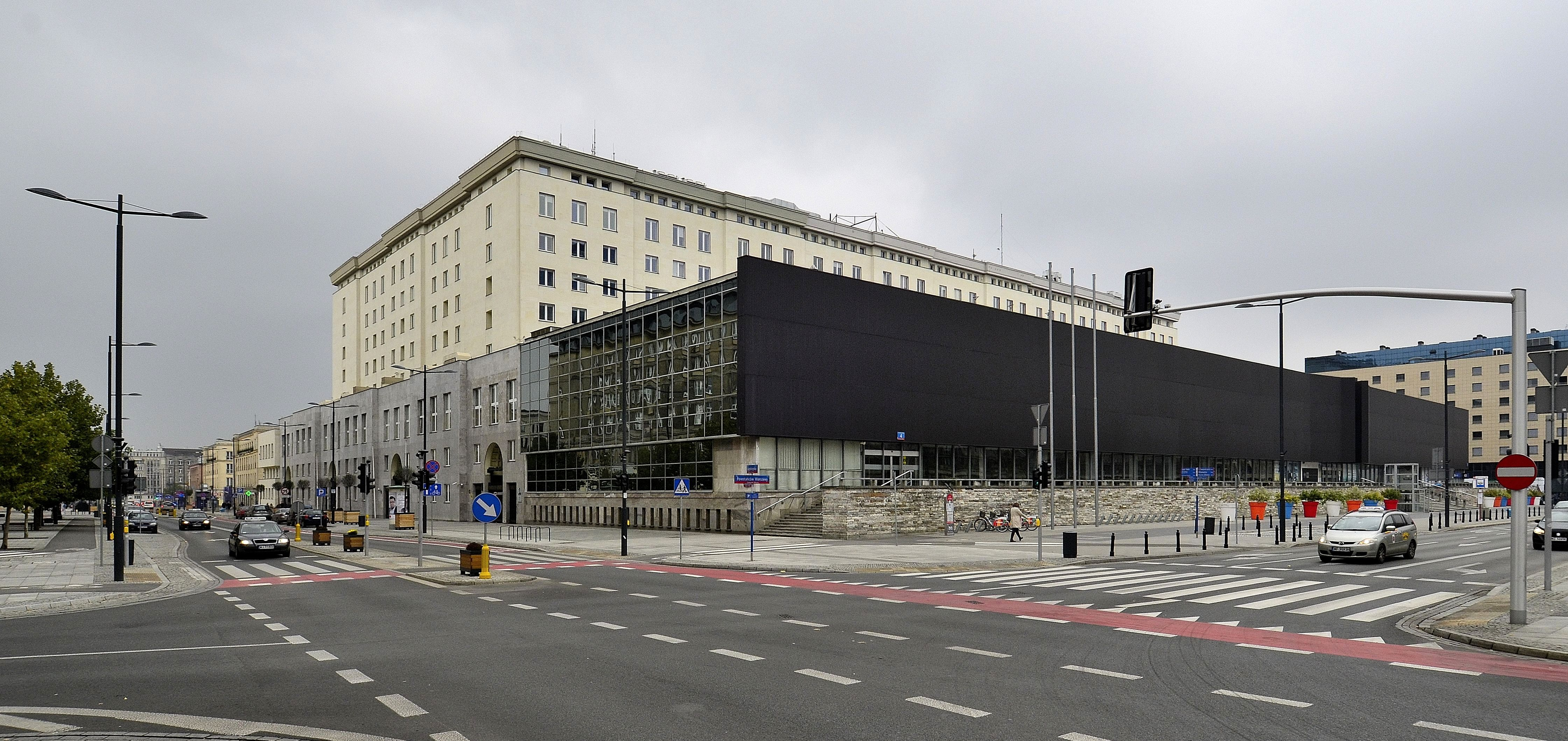
وارسو
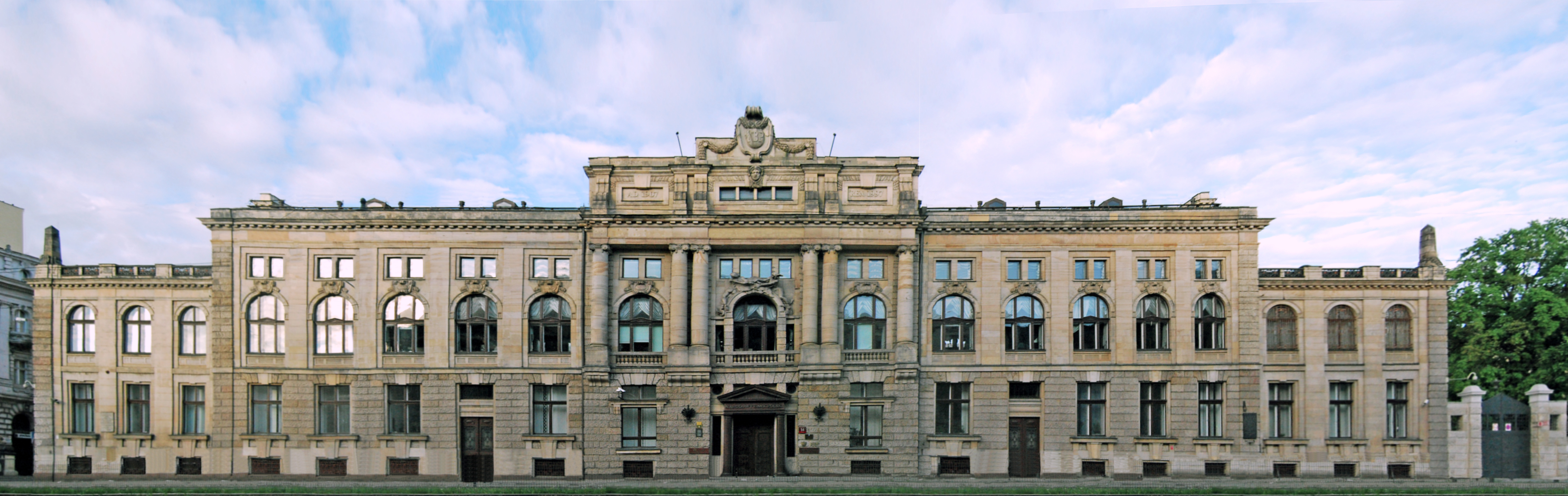
لودز
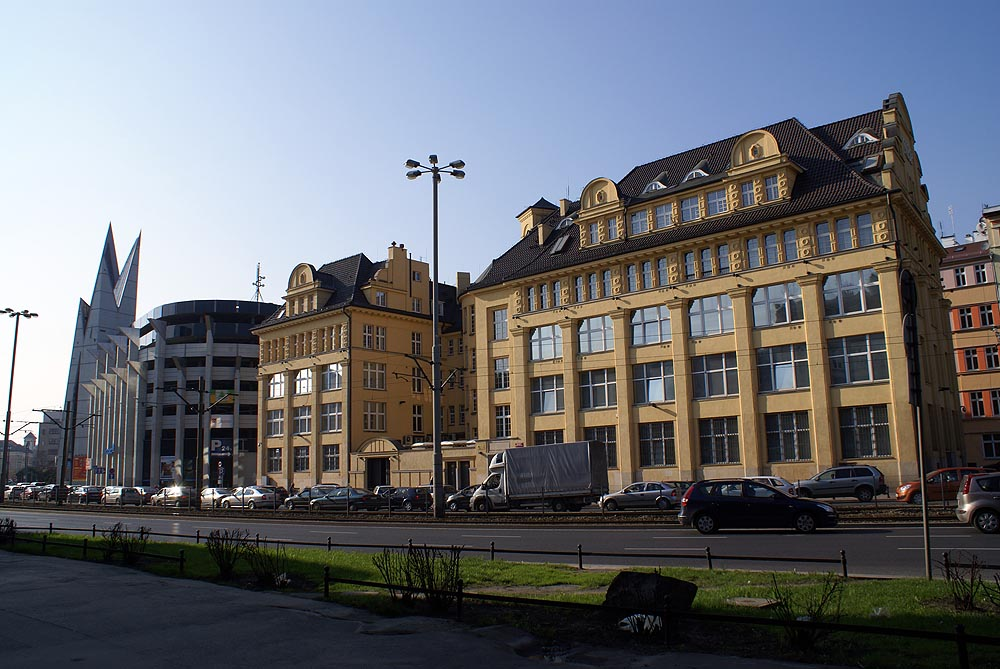
فروتسواف
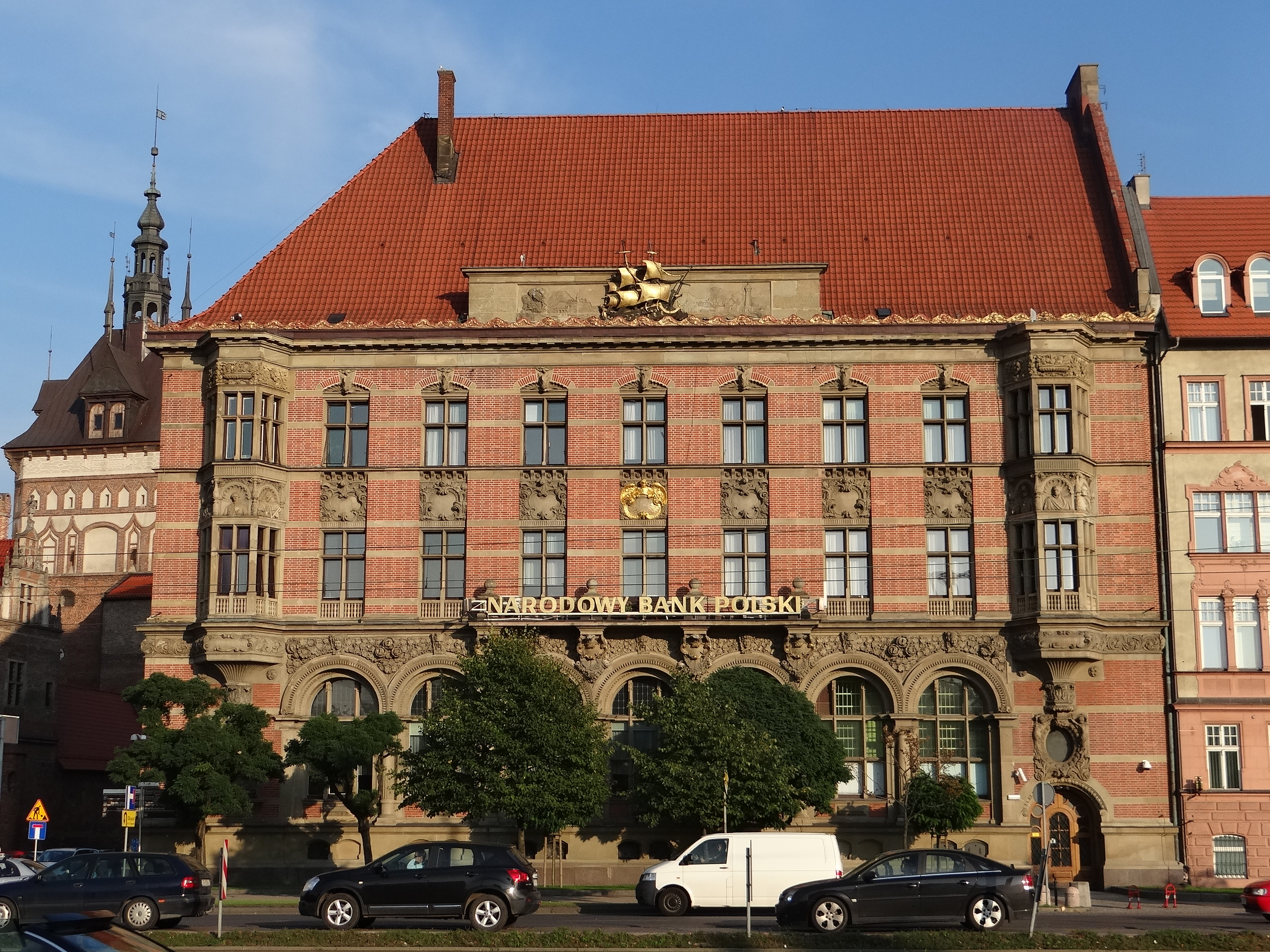
غدانسك

## روابط خارجية
- Narodowy Bank Polski الموقع الرسمي